# Stazione di Nuovo Salario
Stazione di Nuovo Salario vasútállomás Olaszországban, Róma településen.

## Vasútvonalak
Az állomást az alábbi vasútvonalak érintik:
- Firenze–Róma-vasútvonal

## Kapcsolódó állomások
A vasútállomáshoz az alábbi állomások vannak a legközelebb:
- Stazione di Fidene (Stazione di Orte, FL1)
- Stazione di Roma Nomentana (Stazione di Fiumicino Aeroporto, FL1)